# Crise de juillet
Pour les articles homonymes, voir Crise de juillet (homonymie).
La crise de juillet est une crise diplomatique européenne déclenchée par l'assassinat à Sarajevo de François-Ferdinand, héritier des trônes austro-hongrois, le 28 juin 1914 et close le 1er août 1914, date de la déclaration de guerre du Reich allemand à l'Empire russe. L'assassinat de l'héritier austro-hongrois intervient au moment où les responsables austro-hongrois aspirent à renouer avec une politique active dans les Balkans. Rapidement, les acteurs austro-hongrois de la crise, divisés sur la conduite à tenir, s'accordent néanmoins sur la nécessité de connaître l'attitude du Reich ; dépêché à Berlin, le diplomate Alexander Hoyos s'assure du soutien de Guillaume II et du gouvernement du Reich, nécessaire pour réduire l'influence serbe dans les Balkans. Leopold Berchtold charge alors un de ses subordonnés de rédiger une note au gouvernement royal serbe contenant un ultimatum étudié pour être repoussé. Une fois celui-ci repoussé, l'Autriche-Hongrie déclare la guerre à la Serbie, alliée à l'empire russe. L'intervention russe pousse le gouvernement allemand à se porter au secours de son allié, entraînant l'intervention française. Le plan de guerre allemand impliquant la violation de la neutralité belge, la Grande-Bretagne, garante de l'intégrité territoriale de la Belgique, s'implique dans la crise qu'elle voyait alors de loin et déclare la guerre au Reich et à son allié, achevant le déclenchement d'une conflagration à l'échelle européenne. L'enchaînement de ces évènements constitue la cause immédiate de la Première Guerre mondiale. Son explication et son interprétation ont déclenché dès le début de la guerre de violentes controverses dans l'opinion publique comme dans la recherche historique des pays belligérants.

## Contexte

### La double monarchie enjuin 1914

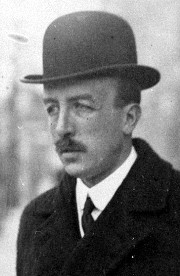
Alexander Hoyos, proche conseiller de Leopold Berchtold, compte parmi les partisans d'une politique agressive dans les Balkans.

Quelques jours avant l'assassinat du Kronprinz François-Ferdinand, les hommes d'État austro-hongrois définissent la nouvelle politique qu'ils souhaitent mener dans les Balkans redécoupés par les deux guerres balkaniques.
De plus, face aux tendances centrifuges qui minent la double monarchie, les responsables austro-hongrois considèrent avec pessimisme l'évolution de la situation politique : en effet, ces dirigeants estiment devoir affronter rapidement une guerre ou une révolution, alors que le Reich n'incite plus son allié à la modération, comme les diplomates allemands l'avaient fait en 1913,. 
Les tenants de cette ligne se recrutent parmi les collaborateurs les plus proches de Leopold Berchtold, le ministre austro-hongrois des affaires étrangères, notamment son chef de cabinet Alexander Hoyos, son conseiller Franz von Matscheko, les chefs de section Janos Forgach, chargé du réseau diplomatique austro-hongrois, Alexander von Musulin, chargé de l'Orient, et Friedrich Szápary, l'ambassadeur impérial et royal à Saint-Pétersbourg ; ils bénéficient de l'appui de Franz Conrad von Hötzendorf, le belliqueux chef de l'AOK, l'état-major austro-hongrois, proche de l'archiduc François-Ferdinand et d'Alexander von Krobatin, le ministre commun de la guerre. Le chef de l'AOK défend, depuis l'annexion de la Bosnie-Herzégovine à la double monarchie en 1908, la nécessité d'une guerre préventive, et limitée, contre la Serbie, afin de rétablir l'influence austro-hongroise dans le royaume. 
Ces responsables bellicistes perçoivent la situation de la double monarchie sous un œil pessimiste et redoutent « une attaque concentrique contre l'Autriche », impliquant la Russie, la Roumanie et la Serbie. Forts de cette analyse, ces hauts-fonctionnaires parmi les plus importants de la double monarchie aspirent à « éliminer la Serbie comme facteur politique », selon le mot d'Alexander von Krobatin, ministre commun de la guerre, : le 24 juin 1914, le ministre commun des affaires étrangères, Leopold Berchtold, a reçu de l'un de ses principaux collaborateurs, un rapport proposant la mise en œuvre d'une politique plus active dans les Balkans.

### La Serbie enjuin 1914

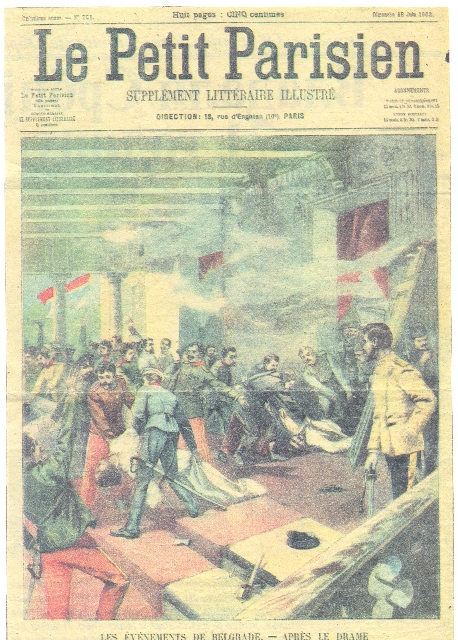
Le coup d'État de mai, vu par le journal Le Petit Parisien.

Depuis le début de son émancipation progressive de l'Empire ottoman, la Serbie constitue une menace sur le flanc sud de la double monarchie. En 1878, les Serbes rompent leur dernier lien avec l'Empire ottoman, et érigent leur principauté en royaume en 1882 ; parallèlement à cette émancipation politique, les dirigeants serbes, aspirant à regrouper tous les Serbes dans un seul État, se heurtent au Nord à la monarchie des Habsbourg et au Sud, à l'Ouest et à l'Est, à l'empire ottoman ; à la faveur de l'instabilité en Serbie, Milan Obrenovic se place sous la protection de la double monarchie, transformant son royaume en satellite de l'Autriche-Hongrie. 
Le coup d'État de 1903 modifie la place de la double monarchie en Serbie, plaçant Pierre Karageorgevitch sur le trône. Le nouveau roi, francophile, s'appuie sur les milieux nationalistes et mène une politique de modernisation de son pays, s'émancipant progressivement de la tutelle habsbourgeoise. 
Le coup d'État ne modifie pas seulement les influences extérieures auxquelles est soumis le royaume, il ouvre une crise politique dont les effets se font encore sentir dans le royaume au mois de juillet 1914. Les civils et les militaires s'opposent sur leur influence respective au sein de l'État : Nikola Pašić, chef du parti radical et premier ministre, souhaite instaurer un régime parlementaire et libéral, tandis que les militaires, principaux acteurs du coup d'État, aspirent à contrôler les décisions du gouvernement. Le 2 juin 1914, la crise semble atteindre son paroxysme, Nikola Pašić présentant sa démission au roi, tandis que le roi Pierre est écarté de l'exercice du pouvoir au profit de son fils cadet, Alexandre, nommé régent ; le 24 juin, alors que Dragutin Dimitrijević envisage un coup d'État contre le gouvernement, le régent dissout la chambre conformément à la constitution et convoque des élections pour le 14 août.

### L'assassinat du prince héritier

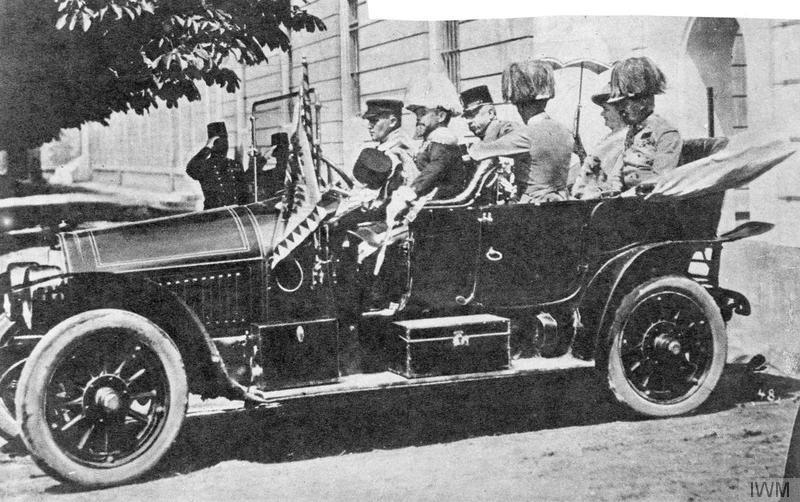
La voiture du prince héritier quelques minutes avant son assassinat.

Le 28 juin 1914, jour du 525e anniversaire de la défaite serbe à Kosovo, à 11 h 30, le Kronprinz François-Ferdinand, en visite officielle à Sarajevo, est assassiné par Gavrilo Princip, un nationaliste serbe originaire de Bosnie-Herzégovine,. Le Kronprinz assistait depuis le 26 juin aux manœuvres de l'armée austro-hongroise sur place.
Gavrilo Princip et ses complices bénéficient de l'appui d'une partie des services secrets de l'armée serbe, sous la responsabilité de Dragutin Dimitrijević, dirigeant, sous le surnom d'Apis, d'une société secrète nationaliste, la Main noire. En effet, les conjurés sont entraînés au tir au pistolet et infiltrés en Bosnie-Herzégovine sur ordre de l'organisation par des douaniers serbes membres de la Main noire,. Les conjurés ne bénéficient pas du soutien clair de l'ensemble de l'appareil d'État du royaume de Serbie : en effet, le gouvernement serbe, notamment le premier ministre Nikola Pašić, est avisé du passage en Bosnie-Herzégovine d'activistes de la Main noire. Il informe les représentants austro-hongrois à Belgrade de projets d'attentats, tout comme l'ambassadeur serbe à Vienne éclaire le ministre des finances de la double monarchie Leon Biliński sur les risques encourus par l'héritier impérial et royal durant sa prochaine visite à Sarajevo, sans succès,.
Les conjurés exploitent également les multiples négligences des autorités du condominium lors de la visite du couple archiducal alors qu'il n'avait pas été inquiété durant son séjour en Bosnie-Herzégovine, que ce soit lors de la visite du bazar de la ville ou durant son séjour à la station thermale de Ilidze. Le dispositif de sécurité avait été allégé, le couple se déplace en voiture ouverte et le parcours du cortège dans Sarajevo est publié dans la presse locale quelques jours auparavant. L'attentat a lieu alors que la voiture de François-Ferdinand manœuvre pour rebrousser chemin, le chauffeur s'étant égaré dans les rues de la ville.
L'implication des services de renseignements serbes n'est démontrée sans équivoque qu'en 1919. Cependant, les policiers austro-hongrois parviennent à démontrer la complicité de douaniers serbes dans la fourniture des armes utilisées lors de l'attentat par la Serbie et dans le franchissement clandestin de la frontière par les conjurés chargés de l'attentat,. Dès le 2 juillet, les conjurés encore en liberté sur le territoire austro-hongrois sont arrêtés et les enquêtes diligentées par la police austro-hongroise mettent en évidence de multiples tentatives d'attentats depuis 1903, organisées avec le soutien des services secrets, des autorités douanières, de militaires et d'hommes politiques serbes.

## Crise austro-serbe
Entre le 28 juin, date de l'assassinat de François-Ferdinand, et le 28 juillet 1914, date du déclenchement des premières opérations militaires, les principaux protagonistes sont serbes et austro-hongrois, définissant les contours d'une crise internationale affectant les seules relations entre la double monarchie et le royaume de Serbie.

### La Serbie face à l'attentat

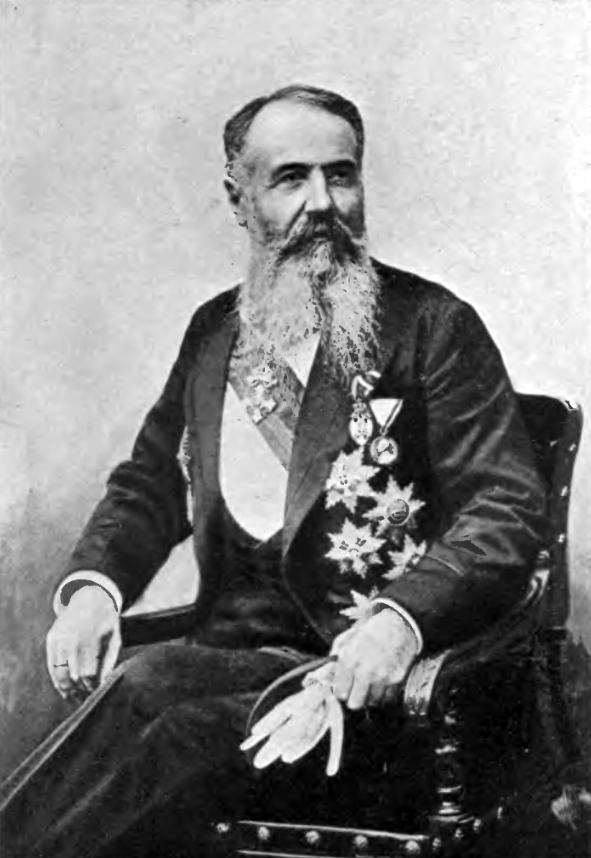
Nikola Pašić, premier ministre serbe, ici en 1915, suit une ligne politique erratique après l'attentat de Sarajevo.

Dès l'annonce de l'attentat, le premier ministre serbe, Nikola Pašić, alors en campagne électorale, envoie des signaux contradictoires à ses homologues européens ; ces réactions sont scrutées à la loupe par le gouvernement austro-hongrois.
Le gouvernement royal se désolidarise rapidement des activités de la Main noire à l'origine du régicide du 28 juin, par une lettre circulaire adressée à l'ensemble des diplomates serbes, appelant à agir avec la plus grande fermeté contre les auteurs de l'attentat contre le Kronprinz austro-hongrois ; cependant, il ajoute à ce désaveu un appel à distinguer les activistes serbes et les officiels du royaume, et il ne prononce aucune sanction, ni contre Dragutin Dimitrijević, le principal animateur de la société secrète, ni contre l'instable représentant du royaume à Saint-Pétersbourg, Miroslav Spalajković, qui multiplie les provocations,, : dès le 29 juin, le diplomate serbe menace d'une offensive serbe en Bosnie-Herzégovine. Enfin, le premier ministre Nikola Pašić surenchérit également, se montrant maladroit devant le corps diplomatique, puis affichant un « silence hautain ».
Si le gouvernement serbe condamne officiellement l'attentat, les Serbes se montrent beaucoup moins mesurés à l'annonce de l'attentat de Sarajevo, manifestant leur contentement de façon spontanée à l'annonce de l'assassinat du Kronprinz austro-hongrois. Parallèlement à ces manifestations souvent privées, la presse nationaliste exprime son contentement, dépeignant les conjurés en des termes particulièrement élogieux,. Les articles reprenant cette position sont soigneusement signalés au gouvernement serbe par le représentant austro-hongrois à Belgrade, qui joint à l'appui de ce signalement un dossier les recensant de façon systématique.
Les diplomates austro-hongrois n'insistent ni sur la condamnation du régicide par le gouvernement royal, ni sur les premières mesures gouvernementales contre les « éléments anarchistes », comme les qualifie Nikola Pašić. En effet, les rapports de la représentation austro-hongroise à Belgrade ignorent simplement l'impuissance gouvernementale face aux manifestations de joie populaire, nombreuses dans le royaume à l'annonce de l'attentat.

### Initiatives austro-hongroises

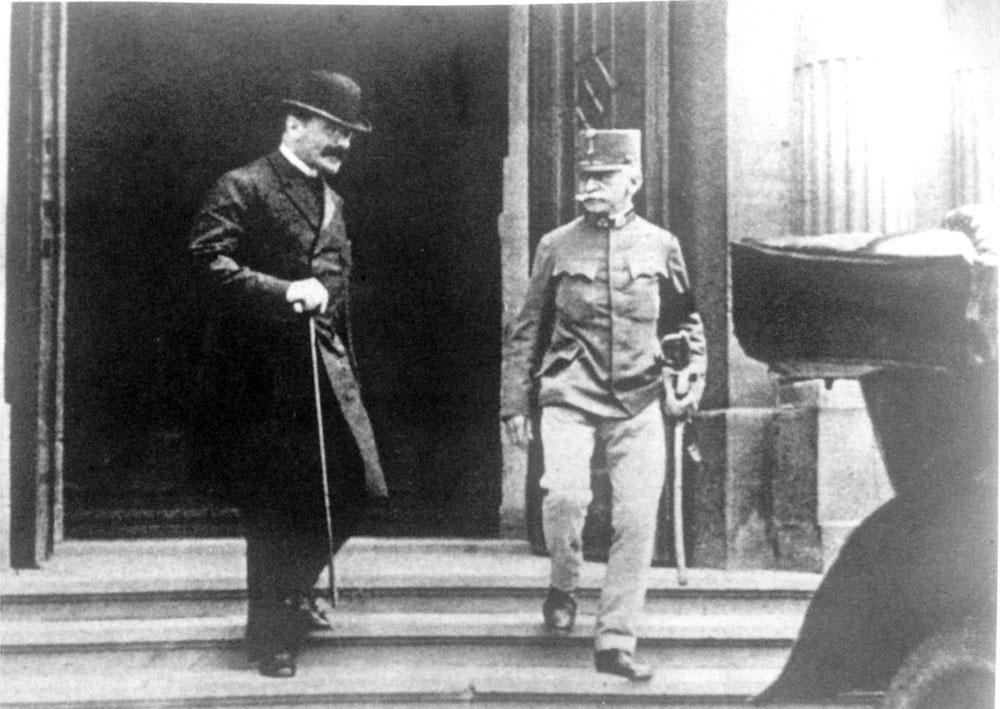
István Tisza et Franz Conrad von Hötzendorf, à Vienne, le 15 juillet 1914.

Rapidement après l'annonce de l'attentat, les principaux responsables politiques de la double monarchie, aussi bien les Autrichiens que les Hongrois, se divisent sur la conduite à adopter dans la crise ouverte par l'assassinat du Kronprinz.
François-Joseph, garant des institutions dualistes, se montre initialement réservé sur une issue militaire ; il précise néanmoins sa position rapidement après l'attentat. Ultime responsable de la décision d'une action contre la Serbie, l'empereur-roi souhaite non seulement appuyer la politique de la monarchie sur les résultats de l'enquête criminelle lancée immédiatement après l'assassinat, mais aussi obtenir l'accord de l'ensemble des dirigeants autrichiens et hongrois avant toute action contre la Serbie. 
L'enquête criminelle débute ainsi quelques minutes après l'attentat, immédiatement après l'arrestation de ses auteurs : Princip est interrogé pour la première fois quelques heures après son arrestation ; en dépit de ses déclarations et de celles de l'un de ses complices arrêté en même temps que lui, l'enquête progresse, accélérée par les arrestations de plus en plus nombreuses au fil des heures dans les milieux nationalistes serbes du condominium, ainsi que par les déclarations de l'un des conjurés, Danilo Ilić, interrogé le 1er juillet 1914.
Parallèlement, l'empereur-roi multiplie les initiatives en direction du premier ministre hongrois, Istvan Tisza, dans un premier temps hostile à toute initiative austro-hongroise en direction de la Serbie. Mandaté par François-Joseph, Leopold Berchtold, le ministre commun des affaires étrangères le rencontre dès le 30 juin afin de sonder ses intentions. Les responsables austro-hongrois, divisés sur la conduite à adopter, s'accordent cependant sur la nécessité de connaître la position officielle du Reich avant toute initiative dans la crise en cours. Rapidement, les participants au conseil de la couronne austro-hongroise cherchent ainsi à obtenir le soutien allemand dans la crise juste ouverte. Le ministre austro-hongrois des affaires étrangères, Leopold Berchtold, dépêche à Berlin son directeur de Cabinet, Alexander Hoyos, afin de convaincre le Reich de la justesse de la position austro-hongroise
En effet, dès l'assassinat, les responsables austro-hongrois multiplient les initiatives pour permettre à la monarchie danubienne un renforcement de puissance à la faveur de la crise qui frappe la double monarchie. Ainsi, les responsables austro-hongrois présentent l'assassinat comme une attaque contre la double monarchie et la dynastie des Habsbourg-Lorraine. Cette analyse est rapidement reprise par les futurs interlocuteurs d'Alexander Hoyos : Friedrich Naumann estime ainsi vital pour la double monarchie d'« anéantir la Serbie » le plus rapidement possible, afin de placer la Russie et la France devant le fait accompli.

### Le Reich, acteur précoce de la crise

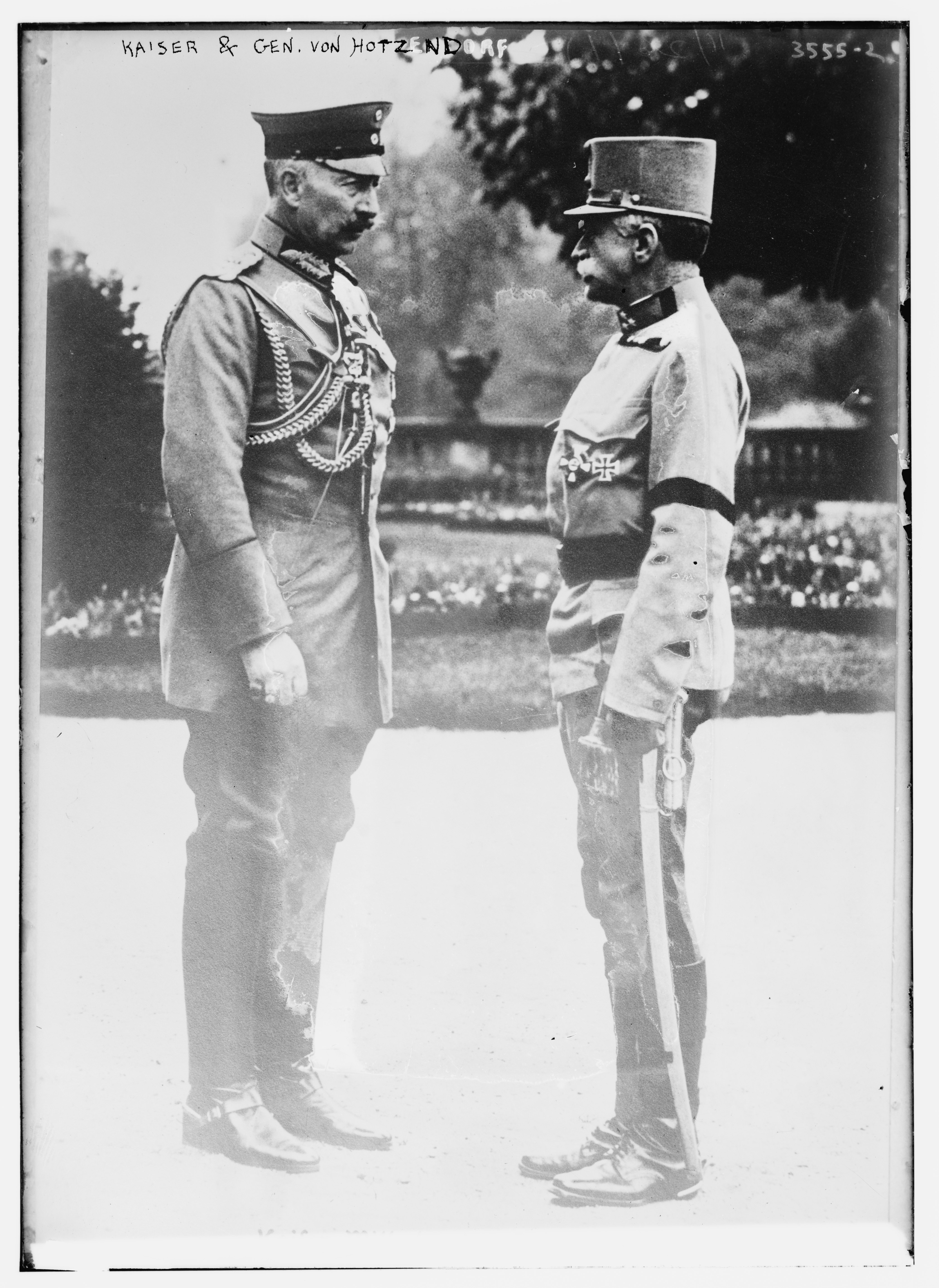
Guillaume II, en discussion avec Franz Conrad von Hötzendorf, en 1914.

Dès l'assassinat du Kronprinz austro-hongrois, la recherche du soutien allemand constitue la principale des préoccupations austro-hongroises.
De plus, dans les jours suivant l'assassinat de François-Ferdinand, le gouvernement allemand fait savoir officieusement son soutien aux initiatives austro-hongroises. Le 5 juillet, une semaine après l'attentat, une mission diplomatique austro-hongroise est envoyée à Berlin, afin de permettre à la double monarchie de connaître précisément la position du Reich dans la crise en cours. Muni du rapport Matscheko actualisé pour la circonstance et de divers documents, notamment une lettre autographe de François-Joseph à Guillaume II, Alexander Hoyos, l'un des proches collaborateurs de Leopold Berchtold, rencontre notamment le Kaiser Guillaume II, le chancelier du Reich Theobald von Bethmann-Hollweg, et obtient officiellement le soutien du Reich dans la crise austro-serbe qui se profile.
De plus, les diplomates allemands informent précocement, dès le 1er juillet leurs collègues austro-hongrois que le gouvernement du Reich attend une action vigoureuse de la double monarchie face à la Serbie.
Le 11 juillet, Gottlieb von Jagow, alors ministre des affaires étrangères, informe les diplomates allemands de la position du Reich dans la crise en cours, notamment l'ambassadeur à Rome.

### L'ultimatum du23 juillet
Fort de l'appui du Reich, Leopold Berchtold prépare du point de vue diplomatique l'« expédition de châtiment ».
Les diplomates austro-hongrois préparent ainsi une note diplomatique comportant un ultimatum rédigé minutieusement pour être repoussé par le gouvernement serbe. Cependant, l'envoi de cette note doit être approuvé par l'ensemble des dirigeants de la double monarchie, István Tisza, le premier ministre hongrois, continue à exprimer son opposition à toute expansion territoriale de la double monarchie dans les Balkans, conséquence selon lui d'une guerre victorieuse austro-serbe : ce n'est qu'au terme d'une semaine de négociations entre les responsables austro-hongrois que Tisza, ayant obtenu la garantie qu'aucune annexion importante ne suivra la défaite serbe, se prononce en faveur de l'envoi d'un ultimatum à Belgrade.
Remise le 23 juillet au gouvernement serbe, la note surprend et atterre le gouvernement serbe par ses demandes humiliantes, de nature à remettre en cause la souveraineté du royaume : la révocation des fonctionnaires les plus hostiles à la double monarchie, l'arrêt de toute propagande nationaliste, la permission pour les policiers de la double monarchie d'enquêter sur le territoire serbe. Les rédacteurs austro-hongrois de la note souhaitent la mise sous tutelle ferme de la Serbie, garantie par le résultat d'une guerre localisée et de courte durée pour imposer cette tutelle, si nécessaire
La note austro-hongroise reçoit une réponse le 25, conformément au délai accordé par la double monarchie Les Serbes acceptent les termes de la note, repoussant seulement la participation de policiers austro-hongrois aux investigations menées sur le territoire serbe. 
La réponse serbe ne satisfait pas les diplomates austro-hongrois, dont le représentant à Belgrade, ce qui entraîne la rupture immédiate des relations diplomatiques entre la double monarchie et la Serbie dès le 25 juillet.

## Crise européenne

### L'échec de la politique de localisation
Dès le 24 juillet, lendemain de la remise de l'ultimatum, les diplomates allemands et austro-hongrois tentent de limiter les implications internationales de leur politique belliciste, en mettant en avant le caractère bilatéral, austro-serbe, de la confrontation.
Le même jour, les diplomates allemands reçoivent une note rappelant la position des puissances centrales : les dirigeants austro-allemands définissent la crise en cours comme une affaire « locale », à « régler exclusivement entre l'Autriche-Hongrie et la Serbie ». Les Allemands insistent notamment sur les conséquences d'une intervention russe dans la crise en cours, souhaitant « intimider » la France, la Grande-Bretagne et l'Italie, et les empêcher ainsi de s'immiscer dans le différend austro-serbe. Les diplomates allemands font ainsi savoir à leurs interlocuteurs que toute intervention d'une tierce puissance dans le différend austro-serbe obligerait le Reich à se porter au secours de son allié, tandis que le gouvernement du Reich repousse une proposition de médiation britannique.
Cette volonté de localisation de la crise est en réalité vouée à l'échec dès le 11 juillet ; en effet, le ministre russe des affaires étrangères, Sergueï Sazonov, fait alors savoir au représentant britannique à Saint-Petersbourg la volonté russe de défendre son allié serbe contre la double monarchie, y compris en prenant les armes, tandis que la crise austro-serbe constitue l'un des principaux sujets des entretiens franco-russes. De concert avec le gouvernement français, une politique commune franco-russe, ferme face aux initiatives germano-austro-hongroises est définie, signifiant ainsi l'échec précoce de la tentative allemande visant à donner à la crise les contours d'une crise bilatérale austro-serbe,.

### Les autres grandes puissances dans la crise

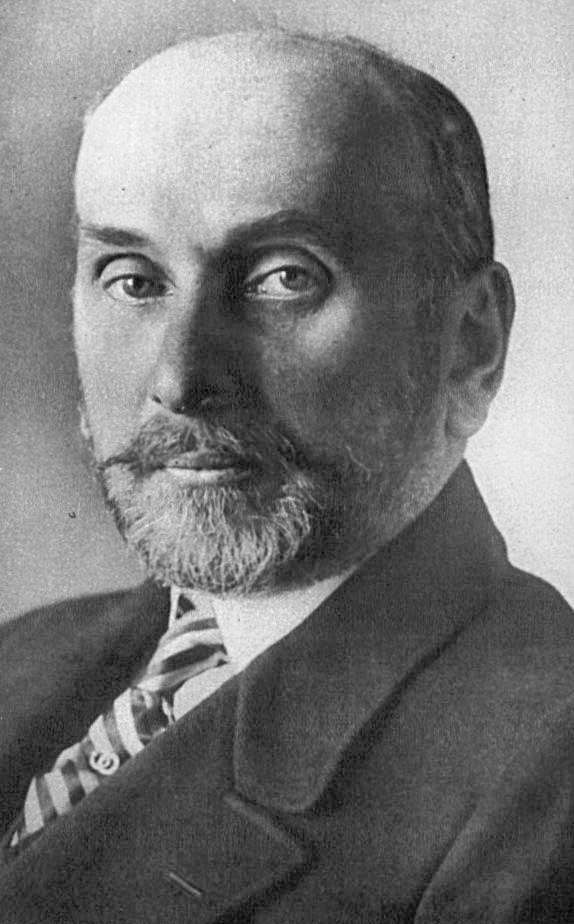
Sergei Sazonov, ministre russe des affaires étrangères, se montre favorable à une politique de fermeté face à l'Autriche-Hongrie.

La crise austro-serbe incite les grandes puissances à une grande prudence ; cependant, rapidement, leurs représentants prennent conscience de leurs intérêts, et mettent en place différentes stratégies pour sortir de la crise.
Le gouvernement impérial russe est ainsi le premier à analyser les conséquences possibles de la crise austro-serbe sur l'influence de la Russie dans les Balkans. Depuis le dénouement de la crise bosniaque, les Russes renforcent leurs liens avec la Serbie, tandis que l'empire des Tsars connaît depuis la fin des guerres balkaniques une crise politique, marquée par les hésitations entre les bellicistes, menées par Sergueï Sazonov, et les partisans d'une politique plus modérée, regroupés autour de Vladimir Kokovtsov, le ministre russe des finances ; au début de l'année 1914, à la demande expresse du gouvernement français, ce dernier est renvoyé, marquant la victoire des bellicistes dans les luttes internes au sein du gouvernement russe. Dès le 30 juin, la presse nationaliste, relayée par le ministre russe des affaires étrangères, Sergueï Sazonov, multiplie les déclarations incendiaires, appelant à soutenir la Serbie par solidarité slave. Le 24 juillet 1914, lors d'une réunion du conseil des ministres, les ministres les plus nationalistes du gouvernement impérial appellent Nicolas II à la fermeté : ainsi, Sergueï Sazonov, et Alexandre Krivocheïne, le ministre de l'agriculture, défendent l'un et l'autre une intervention aux côtés des Serbes et emportent l'adhésion de leurs collègues ; cette intervention doit dans un premier temps se limiter à un soutien diplomatique. Rapidement, le gouvernement russe n'écarte pas de transformer ce soutien diplomatique en appui militaire, puisque la mobilisation partielle est décrétée en Russie aussitôt connue la nouvelle de l'état de guerre entre la double monarchie et la Serbie.
Le principal allié de l'empire russe, la France, se trouve dans une situation peu confortable ; son armée est en cours de modernisation, souffrant de multiples faiblesses, notamment dans le domaine de l'artillerie lourde, mais elle redoute de perdre l'alliance de la Russie, que sa diplomatie n'avait pas soutenu durant la crise consécutive à l'annexion austro-hongroise de la Bosnie-Herzégovine. Cependant, rapidement, Raymond Poincaré définit de concert avec ses interlocuteurs russes avec lesquels il s'entretient à partir du 20 juillet une réplique à la réponse austro-hongroise.  
La Grande-Bretagne, traditionnelle garante d'un équilibre des puissances sur le continent, tarde à s'impliquer dans la crise ; peu sensible aux affaires balkaniques, le gouvernement britannique soutient à la fois la France, son allié, mais aussi sa politique de maintien de l'équilibre européen, donc de lutte contre l'hégémonie allemande en Europe qui découlerait d'une victoire austro-hongroise face à la Serbie.

### Tentatives de médiations
Le 25 juillet, après la remise de la réponse serbe à la note austro-hongroise, le chargé d'affaires austro-hongrois à Belgrade annonce la rupture des relations diplomatiques entre la double monarchie et la Serbie, faisant craindre aux responsables européens une guerre austro-serbe. Ainsi, dès la réponse serbe connue des gouvernements, l'ensemble des chancelleries européennes multiplient les initiatives afin de limiter l'impact de la crise.
Ainsi, le 26 juillet le cabinet britannique est le premier à proposer la réunion d'une conférence internationale destinée à résoudre par la diplomatie la crise en cours ; cette proposition se heurte à un refus sec de la part de Berlin, ferme soutien de son allié. Devant ce refus, le premier ministre britannique propose alors la tenue de pourparlers bilatéraux, austro-hungaro-serbes, qui suspendraient toutes les opérations militaires dans l'attente des résultats : appuyé par le Reich, Leopold Berchtold, le ministre austro-hongrois des affaires étrangères, refuse cette solution.
Ces initiatives sont lancées alors que la diplomatie austro-hongroise devient mutique, Berchtold et ses proches conseillers espérant des concessions serbes ; dans ce contexte, les diplomates austro-hongrois en poste en Europe se voient pressés d'inciter leurs supérieurs à faire preuve de modération dans la formulation de leurs revendications face à la Serbie.

### Un conflit austro-serbe
Inquiet devant la multiplication des propositions d'ouverture de négociations, Leopold Berchtold décide le 27 juillet d'adresser une nouvelle note au gouvernement royal serbe, dans laquelle la double monarchie se déclare en état de guerre avec la Serbie.
Cette note est adressée le lendemain au petit matin ; les diplomates austro-hongrois en poste dans les diverses capitales européennes peuvent alors affirmer à leurs interlocuteurs que toute tentative de médiation dans le conflit qui débute est « dépassée par les évènements » ; le même jour, François-Joseph signe officiellement la déclaration de guerre de la double monarchie à la Serbie. 
Quelques heures plus tard, les monitors austro-hongrois de la flotte du Danube bombardent Belgrade, désertée par ses habitants, réfugiés loin de la frontière austro-serbe. Le même jour, des patrouilles serbes et austro-hongroises s'affrontent dans des combats de rencontre le long de la frontière entre la Serbie et le Condominium, des unités de la flotte austro-hongroise saississent des péniches de transport de l'armée serbe. le 28, les troupes serbes font sauter le pont ferroviaire reliant Semlin, en Hongrie, et Belgrade

## Vers la guerre européenne

### Interventions diplomatiques
La déclaration de guerre austro-hongroise modifie les données de la crise. Les chancelleries prennent conscience que la double monarchie ne se contentera pas d'un succès diplomatique, aussi important soit-il, tout comme cette déclaration de guerre oblige la Russie à s'impliquer plus avant dans la crise en cours.
Ainsi, le jour de la remise de la note austro-hongroise déclarant la guerre la Serbie, le 27 juillet, le gouvernement britannique appelle à la tenue d'une conférence internationale, sans succès. En effet, le gouvernement allemand repousse la proposition, ne souhaitant pas « traîner l'Autriche devant un tribunal européen ». Le 30 juillet, Edward Grey, alors secrétaire d'État aux Affaires étrangères, propose la cessation des hostilités et l'ouverture de négociations après l'occupation de Belgrade par les troupes austro-hongroises ; cette prise de gage garantirait la résolution du différend austro-serbe par un arbitrage international. Le Britannique appelle par cet arbitrage à renouer avec les méthodes de résolution qui avaient prévalu lors du premier conflit balkanique en 1912. Cette proposition n'est pas formellement écartée par Berchtold, mais vidée de son sens : l'Autrichien accepte l'ouverture d'une conférence internationale, mais refuse de suspendre les opérations militaires après la conquête de Belgrade.
Edward Grey mentionne également la participation du Royaume-Uni au conflit en cas de guerre franco-allemande. Cette mention incite le chancelier impérial, Theobald von Bethmann-Hollweg à pousser la double monarchie à accepter la médiation britannique, sans succès,.  
L'état de guerre entre la Serbie et la double monarchie pousse la Russie à intervenir en soutien de son allié balkanique ; en effet, le 30 juillet, le gouvernement russe appelle au règlement du contentieux austro-serbe devant la cour arbitrale de La Haye et s'engage à l'arrêt de ses mesures de mobilisation si les mesures portant atteinte à la souveraineté serbe sont supprimées de l'ultimatum. 

### Mobilisations

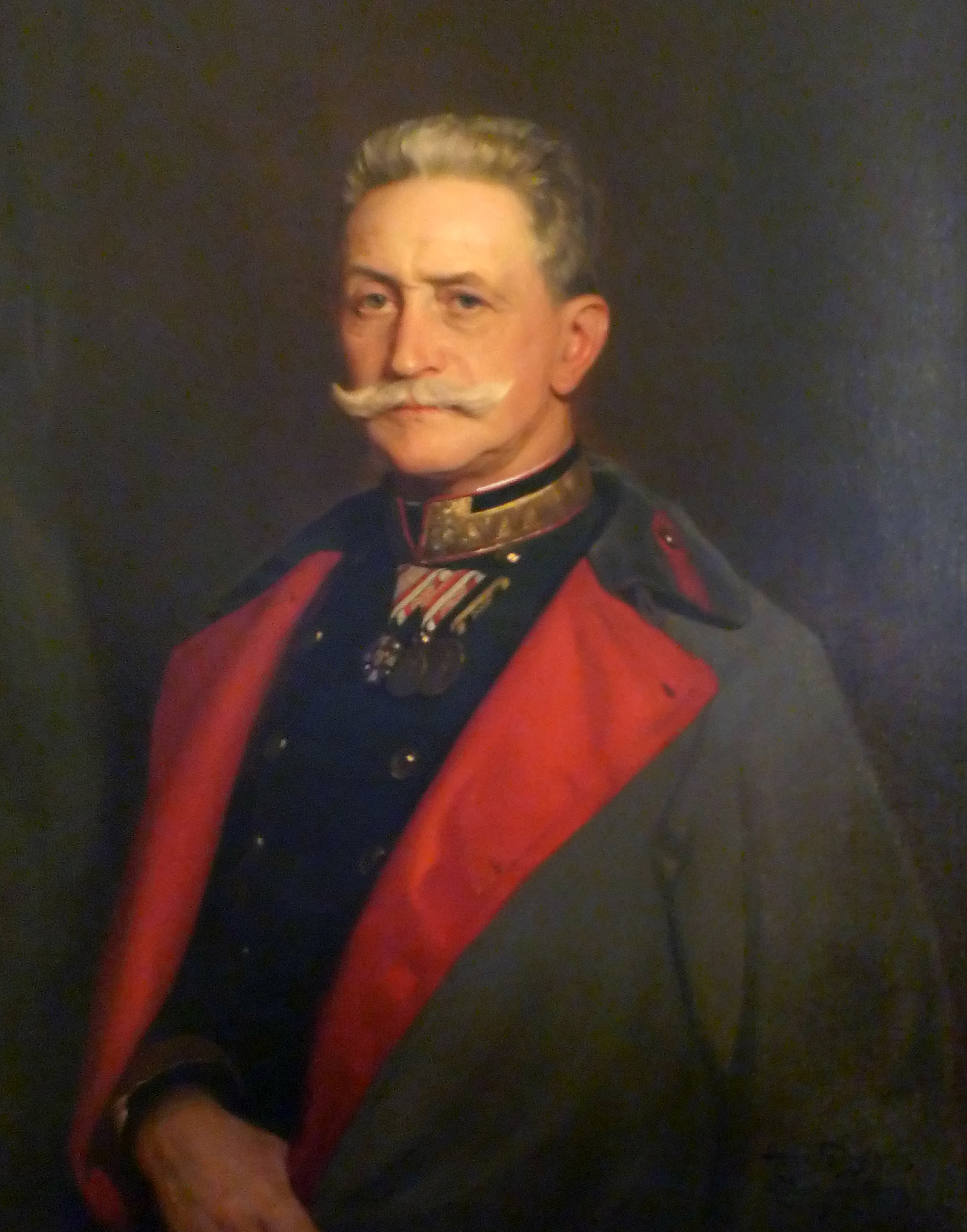
Franz Conrad von Hötzendorf impose un calendrier serré pour la mobilisation de l'armée commune (portrait par Hermann Torggler, 1915).

Parallèlement à cette activité diplomatique, les principaux pays directement impliqués dans la crise commencent à mobiliser leur armée à partir du 25 juillet.
Franz Conrad von Hötzendorf, le chef d'état-major austro-hongrois, avait imposé un calendrier serré prenant en compte les délais nécessaires à la mobilisation de l'armée commune.
Face à la mobilisation austro-hongroise, le conseil des ministres russe réuni le 25 juillet décide l'activation pour le lendemain du « règlement pour la période préparatoire à la guerre du 2 mars 1913 », organisant la mobilisation partielle de l'armée impériale russe ; en effet, le gouvernement russe avait planifié de mobiliser partiellement son armée en cas de guerre austro-serbe : ce règlement prévoit d'importants déploiements de troupes, la promotion accélérée d’élèves officiers et la déclaration de l'état de guerre dans les plus grandes villes de l'Ouest de l'empire, Saint-Pétersbourg, Riga, Vilnius, Varsovie et Kiev ; ces mesures et leur mise en application autorisent les services de renseignement allemand et austro-hongrois en activité dans l'empire russe à affirmer que la Russie est déjà en état de guerre avec le Reich et la double monarchie. Le 28 juillet cependant, lors du bombardement de Belgrade par la flotte austro-hongroise du Danube, la mobilisation de treize corps d'armée est décidée par le Tsar et ses ministres, tempérée par l'annonce que cette force ne serait engagée qu'en cas d'invasion de la Serbie. Le 30 juillet, alors que les dispositions prises en vue de la mobilisation partielle de l'armée impériale russe sont en cours de déploiement dans la plus grande confusion, le tsar décrète la mobilisation générale, tandis que Sazonov affirme le lendemain souhaiter négocier une sortie de crise. 
Cette mobilisation générale russe est une conséquence directe de l'activité du Reich ; conformément aux accords germano-austro-hongrois, le gouvernement allemand doit soutenir son allié contre la Russie : le 29 juillet,les Allemands déclarent que la « continuation des mesures de mobilisation russe » rend la mobilisation allemande nécessaire ; face à cette menace, le tsar revient sur sa décision et maintient les ordres de mobilisation partielle. Le même jour, un projet d'ultimatum au gouvernement belge est adressé au représentant allemand à Bruxelles : cet ultimatum demande aux Belges de laisser libre passage aux troupes allemandes ; en cas de refus, le gouvernement allemand se constatera l'état de guerre avec la Belgique. Le 31, le Reich adresse deux ultimatums, un à la Russie pour exiger la fin des mesures en cours, un autre à la France pour lui demander d'expliciter sa position, et en cas de neutralité, la remise des forteresses de Toul et Verdun en gage de sa bonne volonté.
En dépit de la continuations des négociations, les ordres de mobilisation qui se succèdent ont pour conséquence de laisser l'initiative aux militaires pour dénouer la crise ouverte le 28 juin. Ces derniers craignent tous de se faire devancer par leurs adversaires.

### Déclarations de guerre

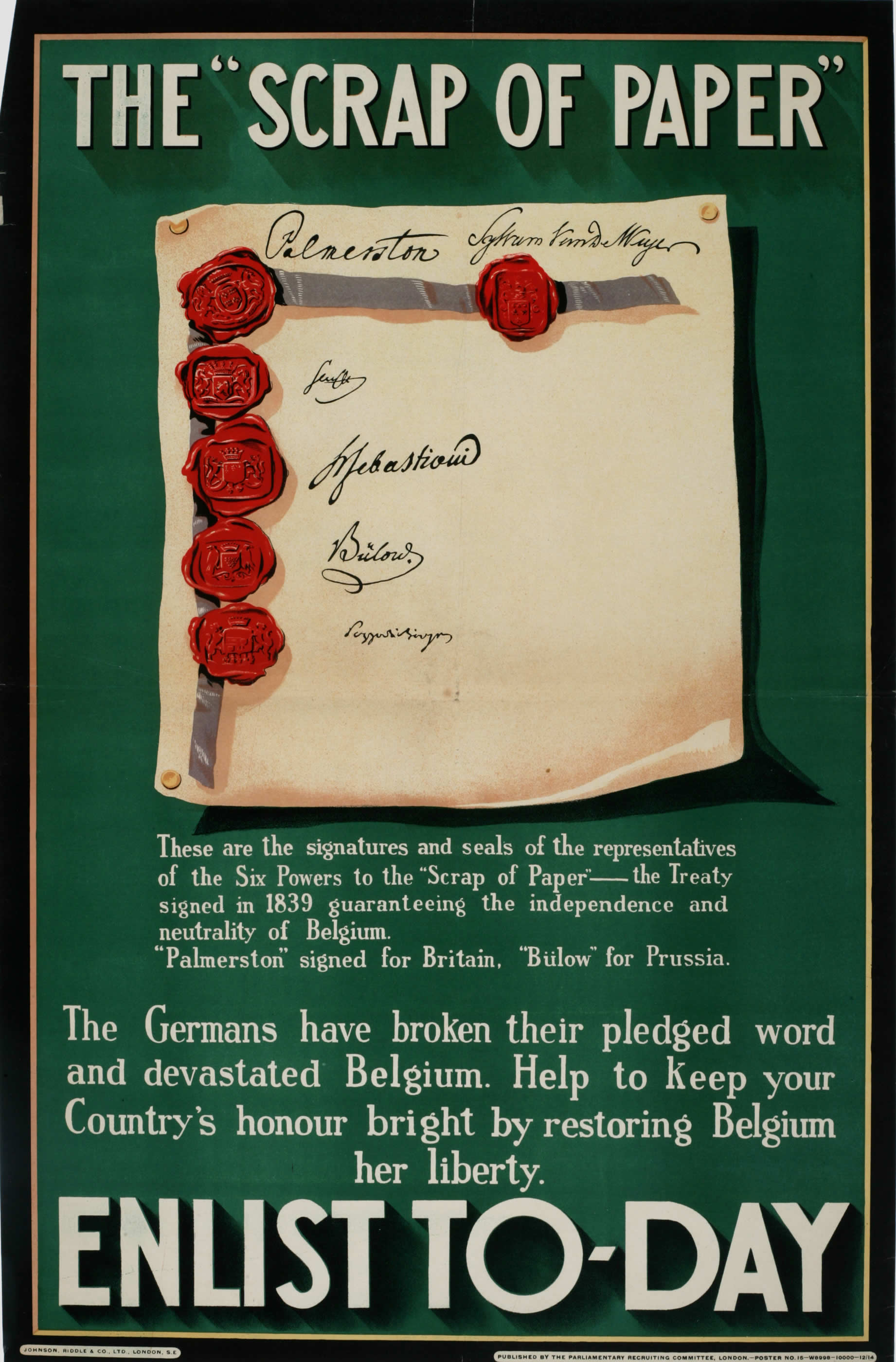
Le Royaume-Uni justifie son entrée dans le conflit par le non-respect par le Reich des clauses du traité de 1839.

Conformément aux termes de l'ultimatum adressé au gouvernement russe et devant l'absence de réponse, le gouvernement du Reich déclare la guerre à la Russie le 1er août ; la note déclarant la guerre à France est prête, mais elle n'est pas envoyée, le gouvernement allemand ne souhaitant pas apparaître comme l'agresseur, le gouvernement français ayant fait reculer les unités de couverture à dix kilomètres de la frontière. 
Le 3 août, le gouvernement du Reich, conformément aux termes de sa note remise au gouvernement belge, se déclare en guerre avec la Belgique, alors que des unités allemandes ont déjà pénétré sur le territoire belge. Plus tard dans la journée, le gouvernement allemand déclare se considérer en état de guerre avec la France à partir du lendemain.
L'invasion du Luxembourg et de la Belgique oblige les Britanniques, garants du traité de 1839 garantissant la neutralité perpétuelle de la Belgique, à à s'impliquer davantage dans la crise en cours de dénouement : le 3 août, les crédits nécessaires à la mobilisation sont votés à la chambre des communes et un ultimatum est adressé le lendemain au gouvernement allemand exigeant l'évacuation de la Belgique par l'armée impériale. Le rejet allemand des termes de l'ultimatum britannique entraîne la rupture des relations diplomatiques entre le Reich et le Royaume-uni et l'envoi d'une note au gouvernement allemand constatant l'état de guerre entre les deux pays.
Ce n'est que le 6 août que les responsables austro-hongrois prennent la décision de déclarer formellement la guerre à la Russie ; cette déclaration de guerre est rendue visible par la renonciation de François-joseph à son appartenance à l'ordre de Saint-Georges, dont le Tsar Nicolas Ier l'avait fait membre en 1849. 
Les diplomates allemands ont échoué à apparaître leur pays comme l'agressé, privant le Reich de la possibilité d'impliquer dans la crise la Roumanie et l'Italie, liées au Reich par des accords défensifs.

### Traductions
1. ↑  Prince héritier.